# Pantherophis alleghaniensis
Pantherophis alleghaniensis (лат.) — вид неядовитых змей семейства ужеобразных.
Общая длина достигает 1,2—1,5 м. Туловище стройное, сильное, покрыто килеватой чешуёй. Голова сжата и расширена в задней части, копьевидная. Взрослые особи глянцево-чёрные, за исключением белого подбородка. Молодые полозы имеют бледно-серую окраску с большими чёрными пятнами по хребту.
Вид распространён в Северной Америке от южной Канады до южных штатов США. Обитает в широколиственных лесах, кустарниковых зарослях, на вырубках, пустошах, в горных лесах с каменистыми осыпями. На юге, в засушливых районах, встречается в долинах рек, оврагах и каньонах.
Яйцекладущая змея. Самка откладывает до 10 яиц.